# Bộ Chính trị Ban Chấp hành Trung ương Đảng Cộng sản Liên Xô khóa XXV (1976–1981)
Bộ Chính trị Ban Chấp hành Trung ương Đảng Cộng sản toàn Liên Xô khóa XXV (1976-1981) được bầu tại Hội nghị Trung ương lần thứ nhất của Ban chấp hành Trung ương Đảng Cộng sản Liên Xô khóa XXV được tổ chức ngày 5/3/1976.

## Ủy viên chính thức
| Tên (sinh – mất)                   | Bắt đầu    | Kết thúc   | Thời gian       | Chức vụ |
| ---------------------------------- | ---------- | ---------- | --------------- | --- |
| Yuri Andropov (1914–1984)          | 5/3/1976   | 3/3/1981   | 4 năm, 363 ngày | Chủ tịch Ủy ban An ninh Quốc gia (1967-1982) |
| Leonid Brezhnev (1906–1982)        | 5/3/1976   | 3/3/1981   | 4 năm, 363 ngày | Tổng Bí thư Đảng Cộng sản Liên Xô (1966-1982) Chủ tịch Đoàn Chủ tịch Xô viết Tối cao (1977-1982)                                                        |
| Andrei Grechko (1903–1976)         | 5/3/1976   | 26/4/1976  | 52 ngày         | Bộ trưởng Bộ Quốc phòng (1967-1976) |
| Viktor Grishin (1914–1992)         | 5/3/1976   | 3/3/1981   | 4 năm, 363 ngày | Bí thư thứ nhất Thành ủy Moscow (1967-1985) |
| Andrei Gromyko (1909–1989)         | 5/3/1976   | 3/3/1981   | 4 năm, 363 ngày | Bộ trưởng Bộ Ngoại giao (1957-1985) |
| Andrei Kirilenko (1906–1990)       | 5/3/1976   | 3/3/1981   | 4 năm, 363 ngày | Bí thư Trung ương Đảng (1966-1982) Phó Chủ tịch Đoàn Chủ tịch Xô viết Tối cao (1950-1982)                                                               |
| Alexei Kosygin (1904–1980)         | 5/3/1976   | 21/10/1980 | 4 năm, 230 ngày | Chủ tịch Hội đồng Bộ trưởng (1964-1980) |
| Fyodor Kulakov (1918–1978)         | 5/3/1976   | 17/7/1978  | 2 năm, 134 ngày | Bí thư Trung ương Đảng (1965-1978) |
| Dinmukhamed Konayev (1912–1993)    | 5/3/1976   | 3/3/1981   | 4 năm, 363 ngày | Bí thư thứ nhất Đảng Cộng sản Kazakhstan (1964-1986) |
| Kirill Mazurov (1914–1989)         | 5/3/1976   | 27/11/1978 | 2 năm, 267 ngày | Phó Chủ tịch thứ nhất Hội đồng Bộ trưởng (1965-1978) Phó Chủ tịch Đoàn Chủ tịch Xô viết Tối cao (1950-1979)                                             |
| Arvīds Pelše (1899–1983)           | 5/3/1976   | 3/3/1981   | 4 năm, 363 ngày | Chủ nhiệm Ủy ban Kiểm tra Trung ương Đảng (1966-1983)                                                                                                   |
| Nikolai Podgorny (1908–1983)       | 5/3/1976   | 24/5/1977  | 1 năm, 80 ngày  | Chủ tịch Đoàn Chủ tịch Xô viết Tối cao (1965-1977) |
| Grigory Romanov (1923–2008)        | 5/3/1976   | 3/3/1981   | 4 năm, 363 ngày | Bí thư thứ nhất Tỉnh ủy Leningrad (1970-1983) Phó Chủ tịch Hội đồng Dân tộc Xô viết Tối cao (1966-1989) Phó Chủ tịch Xô viết Tối cao Nga Xô (1975-1990) |
| Mikhail Suslov (1902–1982)         | 5/3/1976   | 3/3/1981   | 4 năm, 363 ngày | Phó Chủ tịch Đoàn Chủ tịch Xô viết Tối cao (1967-1982) Bí thư Trung ương Đảng (1947-1982)                                                               |
| Volodymyr Shcherbytsky (1918–1990) | 5/3/1976   | 3/3/1981   | 4 năm, 363 ngày | Bí thư thứ nhất Đảng Cộng sản Ukraina (1972-1989) Phó Chủ tịch Đoàn Chủ tịch Xô viết Tối cao (1958-1989)                                                |
| Konstantin Chernenko (1911–1985)   | 27/11/1978 | 3/3/1981   | 2 năm, 96 ngày  | Chủ nhiệm Văn phòng Trung ương Đảng (1965-1982) Trưởng ban Tổng vụ Trung ương Đảng Cộng sản Liên Xô (1965-1982)                                         |
| Nikolai Tikhonov (1905–1997)       | 27/11/1979 | 3/3/1981   | 1 năm, 96 ngày  | Phó Chủ tịch thứ nhất Hội đồng Bộ trưởng (1978-1980) Chủ tịch Hội đồng Bộ trưởng (1980-1985)                                                            |
| Mikhail Gorbachev (sinh 1931)      | 21/10/1980 | 3/3/1981   | 133 ngày        | Phó Chủ tịch Đoàn Chủ tịch Xô viết Tối cao (1970-1989) Chủ tịch Ủy ban Lập pháp Xô viết Tối cao (1979-1984)                                             |

## Ủy viên dự khuyết
| Tên (sinh – mất)                 | Bắt đầu    | Kết thúc   | Thời gian       | Chức vụ |
| -------------------------------- | ---------- | ---------- | --------------- | --- |
| Heydar Aliyev (1923–2003)        | 5/3/1976   | 3/3/1981   | 4 năm, 363 ngày | Bí thư thứ nhất Đảng Cộng sản Azerbaijan (1969-1982) |
| Pyotr Demichev (1917–2000)       | 5/3/1976   | 3/3/1981   | 4 năm, 363 ngày | Bộ trưởng Bộ Văn hóa Liên Xô (1974-1986) |
| Pyotr Masherov (1918–1980)       | 5/3/1976   | 4/10/1980  | 4 năm, 213 ngày | Bí thư thứ nhất Đảng Cộng sản Belarus (1965-1980) |
| Boris Ponomarev (1905–1995)      | 5/3/1976   | 3/3/1981   | 4 năm, 363 ngày | Trưởng ban Quốc tế Trung ương Đảng (1957-1986) |
| Sharof Rashidov (1917–1983)      | 5/3/1976   | 3/3/1981   | 4 năm, 363 ngày | Bí thư thứ nhất Đảng Cộng sản Uzbekistan (1959-1983) |
| Mikhail Solomentsev (1913–2008)  | 5/3/1976   | 3/3/1981   | 4 năm, 363 ngày | Chủ tịch Hội đồng Bộ trưởng Nga Xô (1971-1983) |
| Vasili Kuznetsov (1901–1990)     | 3/10/1977  | 3/3/1981   | 3 năm, 151 ngày | Phó Chủ tịch thứ nhất Đoàn Chủ tịch Xô viết Tối cao (1977-1986)                                                                                            |
| Konstantin Chernenko (1911–1985) | 3/10/1977  | 27/11/1978 | 1 năm, 55 ngày  | Chủ nhiệm Văn phòng Trung ương Đảng (1965-1982) Trưởng ban Tổng vụ Trung ương Đảng Cộng sản Liên Xô (1965-1982) Thành viên chính thức Bộ Chính trị từ 1978 |
| Nikolai Tikhonov (1905–1997)     | 27/11/1978 | 27/11/1979 | 1 năm, 0 ngày   | Phó Chủ tịch thứ nhất Hội đồng Bộ trưởng (1978-1980) Thành viên chính thức Bộ Chính trị từ 1979                                                            |
| Eduard Shevardnadze (1928-2014)  | 27/11/1978 | 3/3/1981   | 2 năm, 96 ngày  | Bí thư thứ nhất Đảng Cộng sản Gruzia (1972-1985) |
| Mikhail Gorbachev (sinh 1931)    | 27/11/1979 | 21/10/1980 | 329 ngày        | Phó Chủ tịch Đoàn Chủ tịch Xô viết Tối cao (1970-1989) Chủ tịch Ủy ban Lập pháp Xô viết Tối cao (1979-1984) Thành viên chính thức Bộ Chính trị từ 1980     |
| Tikhon Kiselyov (1917–1983)      | 21/10/1980 | 3/3/1981   | 133 ngày        | Bí thư thứ nhất Đảng Cộng sản Belarus (1980-1983) |